# Phytomyptera pollinosa
Phytomyptera pollinosa är en tvåvingeart som först beskrevs av Cortes 1967.  Phytomyptera pollinosa ingår i släktet Phytomyptera och familjen parasitflugor. Inga underarter finns listade i Catalogue of Life.